# Barrowammo waldockae
Barrowammo waldockae is een spinnensoort uit de familie Ammoxenidae. De soort komt voor in West-Australië.